# Zweier ohne: Die Geschichte einer bedingungslosen Freundschaft
Zweier ohne: Die Geschichte einer bedingungslosen Freundschaft ist eine 2001 im Verlag Kiepenheuer & Witsch erschienene Novelle von Dirk Kurbjuweit. Sie handelt von den beiden Jugendlichen Johann und Ludwig, die im Alter von elf Jahren Freunde werden. Im Lauf der Jahre wird ihre Beziehung immer enger und problematischer, bis sie an Ludwigs 18. Geburtstag mit dessen Tod endet. Die Novelle wurde 2008 verfilmt.

## Entstehungsgeschichte

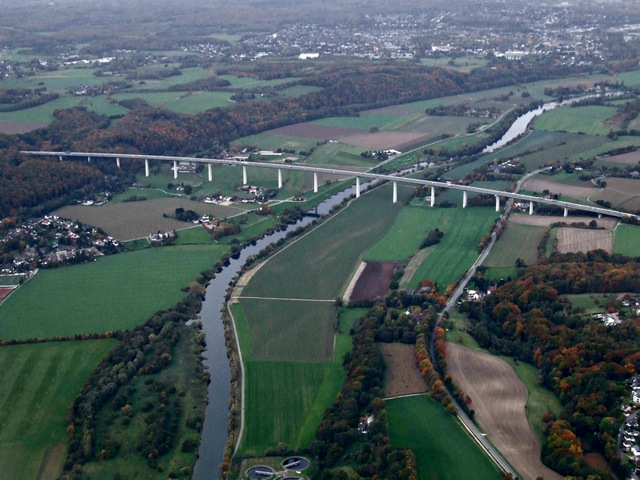
Die Mintarder-Brücke, die den Autor inspiriert hat

Gemäß Klaus Will basiert Zweier ohne auf Erlebnissen, Begebenheiten und Erkenntnissen aus Dirks Kurbjuweits eigenem Leben. Eingeflochten in sein Werk hat er seinen eigenen Artikel „Magersucht. Locker, Bahne, locker“ über den Rudersportler Bahne Rabe, der 2001 an Magersucht starb. Außerdem verarbeitet er auf literarische Weise seine eigene Jugend sowie Leseerlebnisse im Zusammenhang mit Schillers Ballade Die Bürgschaft.
Danach gefragt, ob er für die Novelle lange recherchiert habe, meint Kurbjuweit:

„Ich habe eigentlich gar nicht recherchiert. Ich habe als Jugendlicher gerudert, und die Brücke ist ein Ort meiner Jugend, die Brücke zwischen Essen und Düsseldorf. Ein Freund von mir hat unter dieser Brücke gelebt, und ihm sind oft Selbstmörder in den Garten gesprungen. Das konnte ich aus meiner Erinnerung schöpfen. Der Rest ist Phantasie, Denken.“

## Inhalt
Zweier ohne erzählt die Geschichte von Johann und Ludwig, die sich mit elf Jahren kennenlernen, als Ludwig neu in Johanns Klasse kommt. Johann wünscht sich einen Freund, mit dem er seine Erlebnisse teilen kann, und er freut sich sehr, als Ludwig ihn zum Übernachten zu sich nach Hause einlädt. In jener Nacht springt ein Mädchen von der Autobahnbrücke, die über Ludwigs Haus hinwegführt, und landet tot in seinem Garten. Für Johann ist dies ein einschneidendes Erlebnis, Ludwig hingegen ist nicht beeindruckt, da sich öfter Selbstmörder von der Brücke stürzen. Ludwigs ruhiges Verhalten beeindruckt Johann. Die beiden werden Freunde.
Johann und Ludwig trainieren zusammen im Ruderclub. Da sie sich körperlich sehr ähnlich sind, rudern sie in der Leichtgewichtsklasse der Disziplin Zweier ohne. Mit 16 sind sie sehr erfolgreich, nur die eineiigen Zwillingsbrüder aus Potsdam können sie nicht besiegen. Ludwig ist überzeugt, dass sie die echten Zwillinge nur schlagen können, wenn sie selbst wie Zwillinge werden. Johann ist mit dem „Zwillingsgelübde“ einverstanden, die beiden verbringen noch mehr Zeit miteinander und teilen nicht nur alle Gedanken, sondern selbst das von Ludwig organisierte Mädchen für ihr „erstes Mal“. Ludwig dominiert die Beziehung, Johann hinterfragt Ludwigs Entscheidungen nicht.
Die beiden verbringen fast jede Minute miteinander, absolvieren Mutproben auf der Brücke, verstecken die Leiche eines Selbstmörders und stehlen das Motorrad von Ludwigs Vater für eine Spritztour, bei der sie jedoch von der Polizei erwischt werden. Johann übernimmt die Strafe von zwanzig Sozialstunden für Ludwig.
Erheblich gestört wird die scheinbar harmonische Beziehung durch das Liebesverhältnis, das Johann heimlich mit Ludwigs Schwester Vera beginnt. Nach und nach überschattet das Verhältnis die Freundschaft.
Im Frühling, bevor sie 18 werden, beginnen Johann und Ludwig, aus alten Ersatzteilen ein eigenes Motorrad zusammenzubauen. Als Ludwig seinen Führerschein bekommt, machen die beiden mit ihrem fertig gebauten Motorrad einen Ausflug. Bei einem Unfall kommt Ludwig ums Leben, Johann wird schwer verletzt.
Nach Ludwigs Tod bleiben Johann und Vera noch zwei Jahre zusammen, bis Vera den Verdacht äußert, Ludwig könnte den Unfall mit Absicht verursacht haben, um sich selbst und Johann im Tod für immer zusammenzuschweißen. Johann empfindet diese Äußerung als Verrat an seinem Freund und trennt sich von Vera.
Jahre später arbeitet Johann in der Lebensmittelabteilung eines Kaufhauses. Er ist unverheiratet und ungebunden. Die Novelle endet einen Tag vor seinem Wiedersehen mit Vera, die inzwischen in Amerika wohnt und ein Kind hat.

## Form

### Novelle
Im Zentrum einer Novelle steht – ganz Goethes Definition gemäß – eine „sich ereignete unerhörte Begebenheit“. Im Fall von Zweier ohne handelt es sich dabei um den Tod Ludwigs, der unter außergewöhnlichen Umständen auftritt. Daneben gibt es weitere Ereignisse, die man als „unerhörte Begebenheiten“ betrachten könnte, so z. B. den Fall des Mädchens „vom Himmel“ oder die Tatsache, dass die beiden Jungen eine Leiche verstecken und sie später im Fluss versenken.
Typisch für das Genre Novelle sind Leitmotive. In Zweier ohne sind dies: die Brücke, das Motorrad, das Zwillingsmotiv, der Tod.
Der zentrale Konflikt der Novelle besteht in Ludwigs Ideal einer vollkommenen Freundschaft und im Zwillingsgelübde, welches zu scheitern droht. Wie häufig in einer Novelle ähnelt der Aufbau der Handlung von Zweier ohne dem eines Dramas.
| Phase                 | Beschreibung                                                               | Novelle  |
| --------------------- | -------------------------------------------------------------------------- | -------- |
| Exposition            | Einführung in die Handlung, die Zeit, den Raum, die Personen und Konflikte | Kap. 1   |
| erregendes Moment     | Steigerung der Handlung und die Entfaltung des Konfliktes                  | Kap. 2+3 |
| Höhepunkt, Peripetie  | Höhepunkt der Handlung und Wendepunkt ins Negative                         | Kap. 4+5 |
| retardierendes Moment | Verzögerung der Katastrophe, Scheinlösung                                  |          |
| Katastrophe           | Katastrophe, Epilog mit Handlungserklärung                                 | Kap. 6   |

Dabei ist die Katastrophe (Ludwigs Tod) pointiert als klarer Höhepunkt dargestellt.
Im Gegensatz zu den meisten Novellen steht, dass mehr als ein einziges Ereignis behandelt wird und die Ereignisse nicht chronologisch erzählt werden. Novellentypisch wäre eine klare, straffe, chronologische Erzählung. Untypisch ist zudem auch, dass keine eigentliche Rahmenhandlung vorliegt, sondern die Ereignisse vom erwachsenen Johann rückblickend erzählt werden.

### Erzähltechnik und Sprache
In der Novelle dominiert das personale Erzählverhalten. Die Geschehnisse werden aus Johanns Sicht erzählt, und zwar „ganz aus der Sicht der damaligen Zeit“. Zusammen mit der Perspektivenfigur Johann erleben die Lesenden das Adoleszenzdrama aus nächster Nähe mit.
Ergänzt wird diese direkte Wiedergabe der Handlung durch eine auktoriale Ebene. Diese besteht aus Kommentaren und Vorausdeutungen aus der Perspektive des älteren Johann. So relativiert er seine Aussagen immer wieder oder betont, dass er sich nicht genau erinnere: „Ich weiß nicht mehr“ (31), „wenn ich mich richtig erinnere“, „es kann sein, dass …“ (S. 40), „wenn mich mein Gedächtnis nicht täuscht“ (S. 91). Auf diese Weise entstehen Leerstellen, die der Leser interpretieren muss. „Dieser Erzählrahmen verdeutlicht neben der Subjektivität auch die Unzuverlässigkeit des Erzählers.“

## Deutung

### Figuren
Johann
Johann ist der Ich-Erzähler der Geschichte. Er erzählt die Geschichte viele Jahre später aus seiner subjektiven Sicht. Er lebt zu Beginn der Novelle mit seinen Eltern, nach der Scheidung der Eltern allein mit seiner Mutter in einer Kleinstadt an einem Stausee. Als Ludwig in seine Klasse kommt, sind die beiden elf Jahre alt. Johann ist sofort fasziniert von Ludwigs selbstbewusstem Auftreten und freundet sich mit ihm an. Fünf Jahre später lässt er sich auf ein „Zwillingsgelübde“ mit Ludwig ein. „Ich sah nicht schlecht aus damals, war zwar nicht größer als die anderen, aber kräftiger, trainierter. Ich galt als nett, umgänglich, fair. Es wäre nicht schwer gewesen, ein Mädchen zu finden. Das Problem war die Vereinbarung, die Ludwig und ich getroffen hatten. Wobei ich von einem Problem gar nicht sprechen möchte, denn es war natürlich richtig, dass wir uns entschieden hatten, wie Zwillinge zu werden. Vielleicht ist das nicht treffend ausgedrückt: Wir wollten Zwillinge sein“ (S. 39, hier und im Folgenden zitiert nach: Zweier ohne). Mit der Zeit wird immer offensichtlicher, dass die Freundschaft nicht gleichberechtigt funktioniert, sondern dass sich Johann Ludwigs Wünschen unterordnet. Gleichzeitig beginnt Johann eine Beziehung mit Vera, die er vor Ludwig geheim hält.
Ludwig
Ludwig ist ein mittelgroßer Junge mit blonden, fast weißen Haaren. Er wohnt mit seinen Eltern und seiner Schwester Vera in einem Haus unter einer Autobahnbrücke etwas außerhalb des Städtchens. Er tritt selbstsicher und schlagfertig auf und beeindruckt Johann durch seinen selbstverständlichen Umgang mit Toten. In der ersten Nacht, die Johann bei Ludwig verbringt, erkennt er: „Niemals zuvor hatte mich etwas so beeindruckt wie jene selbstverständliche Geste, mit der er dem Mädchen die Augenlider schloss. […] Man braucht einen Freund gegen die Angst. Ludwig konnte mir gegen die schlimmste meiner Ängste helfen.“ (S. 34f)
Als Johann und Ludwig 17 sind, organisiert Ludwig ein Mädchen, mit dem die beiden ihr „erstes Mal“ erleben. Ludwig verbringt jedoch nicht viel Zeit mit ihr; er scheint sich nicht viel aus Mädchen zu machen. Dafür ist er besitzergreifend, wenn es um seine Freundschaft mit Johann geht. Er bringt Johann dazu, sich sowohl von seinem alten Schulfreund Marco wie auch von seiner Mutter zu distanzieren. Immer wieder fordert er Johann zu Mutproben heraus.
Körperlich sind sich Johann und Ludwig sehr ähnlich: „Wir hatten gute Voraussetzungen für den Zweier ohne, wir waren gleich groß, gleich schwer, gleich kräftig, technisch gleich begabt, und wir waren Freunde, wir dachten gleich.“ (S. 47)
Vera
Vera ist Ludwigs jüngere Schwester. Johann beschreibt sie als „sehr dünn, groß und dünn. Sie war blond, aber nicht so weiß wie Ludwig.“ (S. 31). Vera unterhält sowohl mit Johann als auch mit ihrer besten Freundin Flavia eine sexuelle Beziehung.

### Symbole und Motive
„Die Novelle Zweier ohne ist von einer intensiven, ausdrucksstarken Symbolik geprägt, die leitmotivisch den gesamten Text durchzieht. Auch sind die einzelnen Symbole auf inhaltlicher Ebene miteinander verknüpft, sodass sich ein dichtes, bedeutungsreiches Netz unterschiedlicher Symbolbereiche ergibt.“

Ruderboot
Pfäfflin, Will, und Roth-Züfle sind sich einig, dass das Ruderboot ein Symbol für Ludwigs und Johanns Freundschaft ist. Das zeigt sich an der Wahl des Bootes, da es keinen Steuermann braucht, sondern nur für zwei Personen geeignet ist. Dies widerspiegelt die Freundschaft der beiden, da auch hier kein Dritter willkommen ist. Marco und Josephine schaffen es beide nicht in den Freundesbund. Vera, die in die Freundschaft eindringt, zerstört sie.
Ein Zweier ohne steht für Gleichklang und Einheit, die in der Zwillingsbeziehung eine große Rolle spielt: „Auch das Zwillingsgelübde ergibt sich aus dem gemeinsamen Rudern […].“ Nach einer zweifachen Niederlage gegen Zwillingsbrüder meint Ludwig: „Wenn wir sie schlagen wollen, müssen wir auch Zwillinge sein.“ (S. 48)
Die Harmonie wird im Verlauf der Geschichte mehrfach durch Ludwigs Dominanz gestört, welcher auch im Zweier ohne der „Schlagmann ist, der das Tempo vorgibt.“
Motorrad
Das Motorrad ist als Leitmotiv dem Zweier ohne sehr ähnlich und hat dieselbe symbolische Bedeutung. Das verdeutlicht die folgende Textstelle: „Ein Motorrad, sagte Ludwig, ist wie ein Zweier ohne, zwei Leben, ein Schicksal.“ (S. 91).
Brücke
Die Brücke ist nicht nur Schauplatz verschiedenster zentraler Szenen, sondern auch „stummer, unheimlicher und omnipräsenter, Wächter“. Das Zwillingsgelübde, der Suizid des Mädchens und später der des Bauern, der Anfang der Liebesbeziehung von Johann und Vera und verschiedene Mutproben sind alles Handlungen, die sich bei der Brücke abspielen. Die Brücke ist mit Tod und Gefahr verbunden. Sie hat viele düstere Geheimnisse wie die Selbstmörder, der Bauarbeiter im Brückenpfeiler oder das entführte und eingesperrte Mädchen. Das macht sie jedoch keinesfalls abschreckend für Johann und Ludwig, im Gegenteil: Sie hat etwas Mystisches, Verlockendes und Faszinierendes an sich. Im Verlauf der Geschichte entwickelt sie sich zu einem Teil von Johanns und Ludwigs Revier. Will beschreibt die Brücke als „schmale[r] Grat, auf dem die beiden entlang balancieren“, als Symbol für ihre sensible Freundschaft, die immer wieder auf die Probe gestellt wird. So kann die Brücke auch eine Metapher für die Überwindung verschiedener Hürden sein, wie zum Beispiel Johanns Angst vor dem Tod, seine Unsicherheit in Bezug auf die Beziehung mit Vera und generell das Bestehen der Mutproben.
Tod
Der Tod ist in der Novelle vom Anfang bis zum Schluss präsent. Schon im ersten Satz ist vom Selbstmord eines Mädchens die Rede, das sich in der Nacht, in der Johann und Ludwig Freunde werden, von der Brücke stürzt: „In der Nacht, als das Mädchen vom Himmel fiel, […]“ (S. 9). Der zu diesem Zeitpunkt elfjährige Johann, dessen größte Angst der Tod seiner Eltern ist (S. 34), wird zum ersten Mal mit dem Tod konfrontiert. Er bewundert Ludwig, wie dieser furchtlos die Augen der Toten schließt.
Der Tod ist für die beiden absolut faszinierend und daher immer wieder Gesprächsthema. Als sich der Bauer von der Brücke stürzt sind sie schon fast euphorisch, dem Tod so nahe zu kommen (S. 97). Wenn sie auf die Brücke steigen und ihre Füße über dem Abgrund baumeln lassen, spielen Johann und Ludwig mit ihrem Schicksal (S. 107f).
Die Novelle endet mit Ludwigs Tod, der bei einer Motorradtour mit Johann ums Leben kommt. Ob es sich dabei um einen Suizid handelt, bleibt umstritten, obwohl einige Textstellen der Novelle darauf hindeuten.
Turm
Der Turm in Asien ist ein Zukunftstraum von Ludwig und Johann, den sie während des Sommers vor dem Unfall immer wieder besprechen. Hierbei handelt es sich um eine Fantasievorstellung, die für „Freiheit, Abenteuer, Ausgelassenheit, Lebensfreude, Macht, Geld und außerordentlichen beruflichen Erfolg“ steht.
Der Turm symbolisiert auch den gemeinsamen Lebensweg nach der Schulzeit. Die beiden gehen davon aus, ihre Zukunft gemeinsam zu verbringen, und schmücken diese gerne mit Ruhmvorstellungen aus.
Der Traum vom „Turm in Asien“ verändert sich jedoch im Laufe der Novelle. Johann erzählt Vera vom Turm, woraufhin auch sie eine Etage des Turms beansprucht. Und schließlich platzt der Traum vom Turmbau ganz, als Ludwig meint: „Hör doch mal auf (…) von diesem Scheiss-Schlitzaugenturm zu labern.“ (S. 92). Johann ist vorerst ein wenig verletzt, gibt Ludwig dann aber recht mit der Begründung: „weil die Idee vom Turm in Asien vielleicht doch zu kindisch war für unser Alter.“ (S. 92)

### Interpretationsansätze
Das Zwillingsgelübde interpretiert Roth-Züfle so, dass Johann Ludwigs Vorschlag annimmt, „weil er sich durch das Zwillingsdasein Erleichterung in seinen pubertätsbedingten Unsicherheiten erhofft“. Ludwig fordert von Johann totale Anpassung, was Johann jedoch nicht wahrnimmt, er denkt, ihre Taten und Gedanken seien tatsächlich gleich. Ludwig macht klar, dass er weit mehr als nur die gleichen Taten und Gedanken anstrebt: „Und wenn einer von uns einen Grund hat, von dieser Brücke zu springen, dann muss das auch ein Grund für den anderen sein, von dieser Brücke zu springen, verstehst du?“ (S. 48).
Will ist der Meinung, Ludwig habe den Unfall absichtlich verursacht, um sich und Johann für immer zu vereinen und sich an Vera zu rächen. Diese These basiert auf Veras Aussage „Er hat es mit Absicht gemacht“ (S. 133).

## Rezeption

### Rezensionen
„Das Erstaunliche an diesem Buch ist sicher seine vollkommen unaufdringliche Souveränität, die sich ganz altmeisterlich darin zeigt, dass über nichts ein Wort zu viel – und schon gar kein lautes – verloren wird.“ Er empfindet den Ich-Erzähler als „sehr treu und ein wenig schlicht“, der Ludwigs Meinungen sehr schnell übernimmt. Jung lobt vor allem Kurbjuweits Einfühlungsvermögen in die Probleme der Jungen. „Alles, was in der Jugend einzigartig ist, neu und überwältigend, gleichermaßen beglückend wie schmerzhaft, immer aber intensiv und lebensentscheidend – die Sprache Dirk Kurbjuweits umfängt dies.“

„Zweier ohne ist mit der leichten, häufig aus dem Alltag stammenden Sprache und der Thematik einer Jugendfreundschaft eine Geschichte sowohl für Erwachsene als auch für Jugendliche. Kurbjuweit gewährt tiefen Einblick in die Psyche der beiden Protagonisten. Er charakterisiert die Zeit des Erwachsenwerdens in ihrer schwierigsten Phase. […] Dirk Kurbjuweit fabrizierte mit seiner Novelle ein kleines Meisterwerk, welches zeigt, wie weit eine Freundschaft gehen darf.“

Tanja Dückers kommentiert in Die Zeit die Tatsache, dass das Buch 2014 in Baden-Württemberg nicht alleinige Prüfungslektüre in der 10. Klasse sein durfte:

„Der eigentliche Skandal besteht darin, dass die rot-grüne Regierung in Baden-Württemberg allen Anschein nach den Interventionen von christlichen Kreisen fromm gefolgt ist, die die Tauglichkeit des ‚Sexbuchs‘ (davon spricht ‚Topic‘, ein christlicher Nachrichtendienst) wegen seiner erotischen Passagen und der Störung der Totenruhe als schulische Pflichtlektüre in Abrede stellten.“

Auch Joachim Güntner äußert sich zu diesem Thema und kommt zu dem Schluss, Kurbjuweit beschreibe den Liebesakt zwischen den Jugendlichen „eher zart und sicher nicht pornografisch“. Gleichzeitig meint er:

„Aber warum nicht den Empfindlichkeiten einiger Bekenntnisschulen mit einer Alternative, und heisse sie ‚Andorra‘, Rechnung tragen? Weit über die Mehrheit der Realschulen im Ländle prüft die Schüler mit ‚Zweier ohne‘. Eine Niederlage des Säkularismus, die Kurbjuweit an die Wand malt, sähe anders aus.“

„Kurbjuweit versetzt eine zeitlose Geschichte über die Freundschaft und das Erwachsenwerden in unsere Zeit. Er charakterisiert diese Zeit anhand ihrer eigenen Probleme in den verschiedenen Bereichen, psychologisiert seine Protagonisten und beobachtet sie dabei, wie sie mit diesen Umständen umgehen, sie bewältigen oder scheitern.“

„Dirk Kurbjuweits Vorliebe für verstörte Helden und bizarre Charaktere ist seit seinen Romanen Die Einsamkeit der Krokodile und Schussangst bekannt. Bücher, deren Einfallsreichtum und Stoff-Fülle Leser gleichermaßen zu faszinieren wie zu überfordern vermochten. Zweier ohne ist dagegen, der strengen Novellenform geschuldet, ein überaus konzentriertes Erzählstück. Der sachliche, manchmal unterkühlt wirkende Tonfall, den Kurbjuweit seinem Erzähler Johann verliehen hat, bekommt dieser, ebenso romantischen wie zeitgemäßen, Freundschaftsgeschichte vortrefflich. Hier ist jede Episode mit Bedacht gewählt, jeder Satz, ob handlungsbeschreibend oder reflektierend, mit beinahe altmodischer Sorgfalt formuliert. In der neuen deutschen Literatur ist eine Prosa, in der sich klassische Erzählkunst und verstörende Gegenwart auf solch gelungene Weise zusammenfinden, selten. Waren seine beiden Romane bereits beachtliche Gesellenstücke, so hat Dirk Kurbjuweit mit Zweier ohne ein kleines Meisterwerk abgeliefert.“

### Öffentliche Debatte
In Baden-Württemberg war die Novelle Zweier ohne für das Schuljahr 2013/2014 als Pflichtlektüre für die 10. Klasse vorgesehen. Dagegen protestierten christliche Kreise mit dem Argument, die Novelle sei aufgrund explizit beschriebener Sexszenen und Gutheißung von Bisexualität nicht für den Schulunterricht geeignet.
Dirk Kurbjuweit, Autor beim Magazin Der Spiegel, veröffentlichte darauf einen Artikel, in dem er seine Meinung zu den Einwänden seiner Novelle gegenüber äußerte.
In Baden-Württemberg wurde in der Folge ab 2014 Max Frischs Andorra als Alternative zu Zweier ohne angeboten.
Dass die Novelle durchaus als Schullektüre geeignet ist, zeigt Sabine Pfäfflin in „Auswahlkriterien für Gegenwartsliteratur im Deutschunterricht“ auf.

### Verfilmung
Die Verfilmung der Novelle unter der Regie von Jobst Christian Oetzmann basiert auf dem Werk von Dirk Kurbjuweit, weist jedoch einige Abweichungen auf. In dem 93-minütigen Film werden Johann (Timo Mewes) und Ludwig (Jacob Matschenz) zu besten Freunden und später auch „Zwillingen“. Der Film kam am 16. Oktober 2008 in die deutschen Kinos und war ab zwölf Jahren freigegeben.
Abweichungen des Films zur Novelle:
Im Film beginnt die Erzählung, als Johann und Ludwig bereits 17 sind. Die Geschichte wird nicht rückblickend erzählt. Die Brücke wurde nie fertig gebaut und ist demnach nicht in Gebrauch. Es gibt eine Mutprobe mit dem Fahrrad, bei der Johann fast von der Brücke fällt. Ludwig zeigt im Film ein ausgeprägteres Interesse an Mädchen. Ludwig wurde zuvor wegen seiner Aggressivität in ein Internat geschickt. Ludwig und Johann werden von anderen als schwul betitelt. Beide haben schon vorher gerudert. Ausgestoßen wird nicht Marco, sondern der Trainer der beiden. Nur Ludwig verprügelt die Brüder von Josephine, Johann versucht, ihn davon abzuhalten. Weil sie verschiedene Haarfarben haben, rasieren sie sich die Schädel. Im Film ist Ludwigs Mutter seit drei Jahren tot (sprang von der Brücke) und Johanns Mutter ist arbeitslos. Johann zeigt keinerlei Interesse an Toten, auch nicht für Ludwig. Die einzige Umarmung verläuft reibungslos. Bevor die beiden am Ende auf das Motorrad steigen, umarmt Ludwig seine Schwester. Der Unfallhergang wird nicht genau gezeigt. Man weiß nichts über Johanns zukünftiges Leben, der Film endet kurz nach dem Unfall, Vera und Johann sind immer noch zusammen.

## Belege
1. ↑  Will, Klaus: Textanalyse und Interpretation zu Dirk Kurbjuweit Zweier Ohne. Reihe Königs Erläuterungen Spezial. Hollfeld, Bange Verlag 2016, ISBN 978-3-8044-3097-6, S. 20ff.
2. ↑  Dirk Kurbjuweit: Magersucht: Locker, Bahne, locker. In: Der Spiegel. Nr. 45, 2001, S. 184–192 (online – 5. November 2001).
3. ↑  Will, Klaus: Textanalyse und Interpretation zu Dirk Kurbjuweit Zweier Ohne. Reihe Königs Erläuterungen Spezial. Hollfeld, Bange Verlag 2016, ISBN 978-3-8044-3097-6, S. 21ff.
4. ↑  Kurbjuweit, Dirk: Zweier Ohne. Zürich, Verlag Nagel & Kimche AG 2016, ISBN 978-3-462-04026-5, S. 9.
5. 1 2  Will, Klaus: Textanalyse und Interpretation zu Dirk Kurbjuweit Zweier Ohne. Reihe Königs Erläuterungen Spezial. Hollfeld, Bange Verlag 2016, ISBN 978-3-8044-3097-6, S. 86.
6. ↑  Roth-Züfle, Sabine: Interpretationen Deutsch, Dirk Kurbjuweit Zweier ohne. Freising, Stark Verlag 2013, ISBN 978-3-86668-851-3, S. 53.
7. ↑  Kurbjuweit, Dirk: Zweier Ohne. Zürich, Verlag Nagel & Kimche AG 2016, ISBN 978-3-462-04026-5.
8. ↑  Pfäffli, Sabine: Auswahlkriterien für Gegenwartsliteratur im Deutschunterricht. Baltmannsweiler, Schneider Verlag Hohengehren 2007, ISBN 978-3-8340-0302-7, S. 75.
9. 1 2  Pfäffli, Sabine: Auswahlkriterien für Gegenwartsliteratur im Deutschunterricht. Baltmannsweiler, Schneider Verlag Hohengehren 2007, ISBN 978-3-8340-0302-7, S. 82.
10. 1 2  Will, Klaus: Textanalyse und Interpretation zu Dirk Kurbjuweit Zweier Ohne. Reihe Königs Erläuterungen Spezial. Hollfeld, Bange Verlag 2016, ISBN 978-3-8044-3097-6, S. 77.
11. ↑  Roth-Züfle, Sabine: Interpretationen Deutsch, Dirk Kurbjuweit Zweier ohne. Freising, Stark Verlag 2013, ISBN 978-3-86668-851-3, S. 72f.
12. ↑  Pfäffli, Sabine: Auswahlkriterien für Gegenwartsliteratur im Deutschunterricht. Baltmannsweiler, Schneider Verlag Hohengehren 2007, ISBN 978-3-8340-0302-7, S. 76.
13. ↑  Will, Klaus: Textanalyse und Interpretation zu Dirk Kurbjuweit Zweier Ohne. Reihe Königs Erläuterungen Spezial. Hollfeld, Bange Verlag 2016, ISBN 978-3-8044-3097-6, S. 81.
14. ↑  Roth-Züfle, Sabine: Interpretationen Deutsch, Dirk Kurbjuweit Zweier ohne. Freising, Stark Verlag 2013, ISBN 978-3-86668-851-3, S. 72.
15. ↑  Will, Klaus: Textanalyse und Interpretation zu Dirk Kurbjuweit Zweier Ohne. Reihe Königs Erläuterungen Spezial. Hollfeld, Bange Verlag 2016, ISBN 978-3-8044-3097-6, S. 79.
16. ↑  Roth-Züfle, Sabine: Interpretationen Deutsch, Dirk Kurbjuweit Zweier ohne. Freising, Stark Verlag 2013, ISBN 978-3-86668-851-3, S. 57.
17. ↑  Will, Klaus: Textanalyse und Interpretation zu Dirk Kurbjuweit Zweier Ohne. Reihe Königs Erläuterungen Spezial. Hollfeld, Bange Verlag 2016, ISBN 978-3-8044-3097-6, S. 90ff.
18. ↑  Jung, Jochen: Auf die Erde gefallen. http://www.tagesspiegel.de/kultur/auf-die-erde-gefallen/289680.html, abgerufen am 27. März 2017.
19. ↑  Habermann, Kristina: Ein Zwillingsgelübde bis über alle Grenzen. http://literaturkritik.de/public/rezension.php?rez_id=6046, abgerufen am 27. März 2017.
20. ↑  Dückers, Tanja: Sex und Suizid im Deutschunterricht. https://www.zeit.de/gesellschaft/schule/2014-01/schule-lektuere-lehrplan-baden-wuerttemberg, abgerufen am 9. März 2017.
21. ↑  Günter, Joachim: Auch zarter Sex geht manchem zu weit. https://www.nzz.ch/feuilleton/buecher/auch-zarter-sex-geht-manchem-zu-weit-1.18243646, abgerufen am 27. März 2017.
22. ↑  Hermann, Thomas: Brücken bauen. http://literaturkritik.de/public/druckfassung_rez.php?rez_id=4042, abgerufen am 27. März 2017.
23. ↑  Feldmann, Joachim: Verhängnisvolle Freundschaft. https://www.freitag.de/autoren/der-freitag/verhangnisvolle-freundschaft, abgerufen am 27. März 2017.
24. ↑  Müller, Saskia: Es gibt keinen Grund, sich auszuweinen. http://www.faz.net/aktuell/feuilleton/sex-in-schullektuere-es-gibt-keinen-grund-sich-auszuweinen-12773982.html, abgerufen am 9. März 2017.
25. ↑  Dirk Kurbjuweit: Gefährliches Lesen. In: Der Spiegel. Nr. 5, 2014, S. 114–116 (online – 27. Januar 2014).
26. ↑  Pfäfflin, Sabine: Auswahlkriterien für Gegenwartsliteratur im Deutschunterricht. Baltmannsweiler, Schneider Verlag Hohengehren 2007, ISBN 978-3-8340-0302-7.